# سیارک ۸۰۱۰
سیارک ۸۰۱۰ (به انگلیسی: 8010 Bohnhardt، نامگذاری:1989GB1) هشت هزار و دهمین سیارک کشف شده‌است که در ۳ آوریل ۱۹۸۹ کشف شد.
قدر مطلق سیارک برابر ۱۲٫۴۰ است.